# Amata bimaculata
Amata bimaculata är en fjärilsart som beskrevs av Hermann Stauder 1921. Amata bimaculata ingår i släktet Amata och familjen björnspinnare. Inga underarter finns listade i Catalogue of Life.